# Achterste Stroom

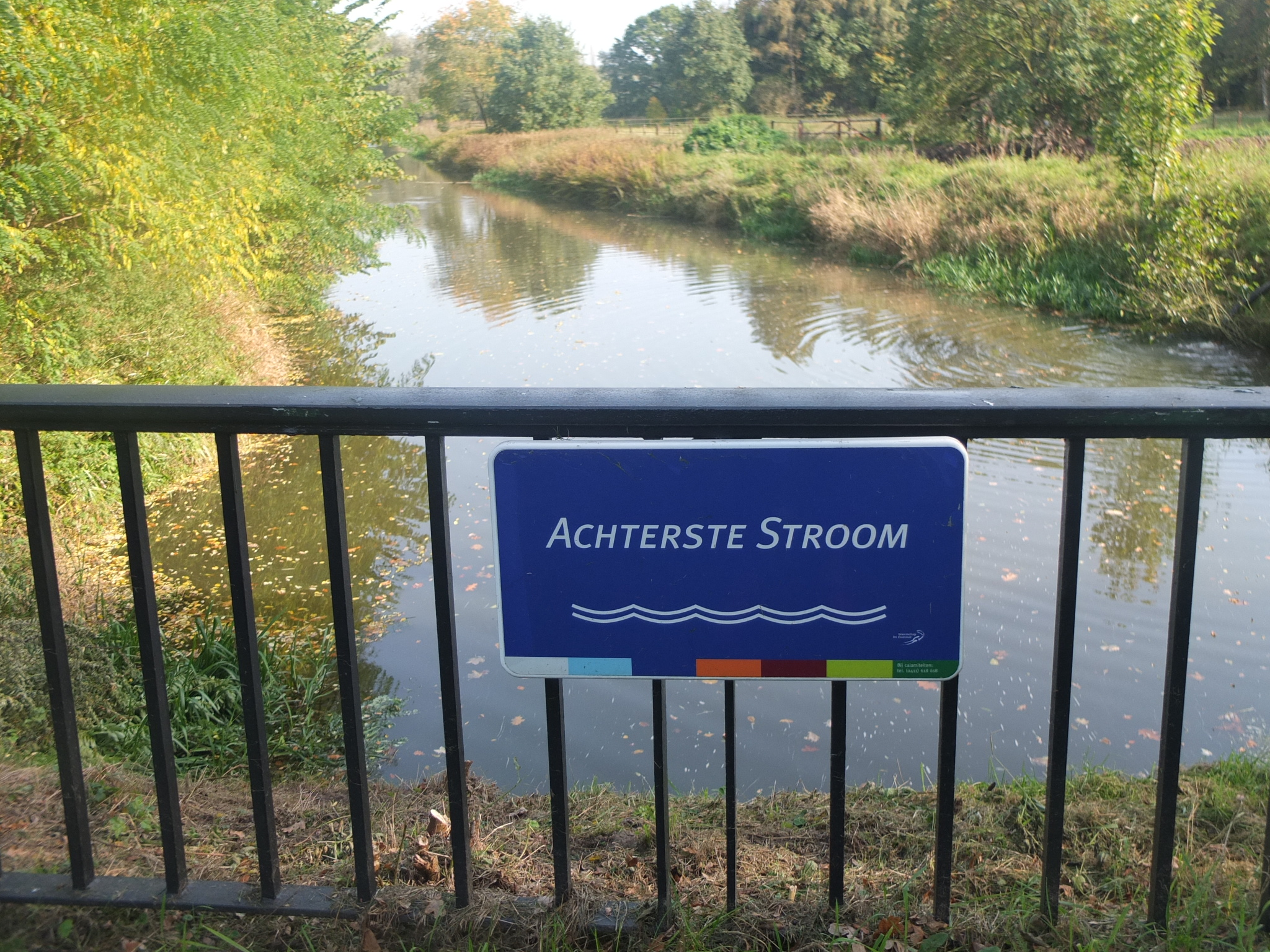

Achterste Stroom is de benaming voor de benedenloop van de Reusel tussen Moergestel en Oisterwijk, waar zij samen met de Voorste Stroom de Esschestroom of Run vormt.